# The Good Companions
Pour plus de détails, voir Fiche technique et Distribution.
The Good Companions est un film britannique réalisé par J. Lee Thompson, sorti en 1957.

## Synopsis
Une troupe de comédiens, les Dinky Doos, en difficulté financière, rencontre trois étrangers qui vont peut-être leur permettre de se relancer.

## Fiche technique
- Titre : The Good Companions
- Réalisation : J. Lee Thompson
- Scénario : T. J. Morrison et John Boynton Priestley d'après son roman Les Bons Compagnons
- Dialogues additionnels : John Whiting et J. L. Hodson
- Photographie : Gilbert Taylor
- Montage : Gordon Pilkington
- Production : Hamilton G. Inglis et J. Lee Thompson
- Société de production : Associated British Picture Corporation
- Pays de production :  Royaume-Uni
- Genre : Comédie romantique et film musical
- Durée : 104 minutes
- Date de sortie : 
  - Royaume-Uni : 7 mars 1957 (Londres)

## Distribution
- Eric Portman : Jess Oakroyd
- Celia Johnson : Miss Trant
- Hugh Griffith : Morton Mitcham
- Janette Scott : Susie Dean
- John Fraser : Inigo Jollifant
- Bobby Howes : Jimmy Nunn
- Rachel Roberts : Elsie et Effie Longstaff
- John Salew : M. Joe
- Mona Washbourne : Mme Joe
- Paddy Stone : Jerry Jerningham
- Thora Hird : Mme Oakroyd
- Beatrice Varley : Mme Jimmy Nunn
- Alec McCowen : Albert
- Jimmy Carro : Leonard
- Jeremy Burnham : Felton
- Anna Turner : Daisy
- Fabia Drake : Mme Tarvin
- Brian Oulton : Fauntley
- Lloyd Pearson : M. Tarvin
- Ralph Truman : Memsford
- Joyce Grenfell : Mme Parlitt
- John Le Mesurier : Monte Mortimer
- Agnes Bernelle : Ethel Georgia
- Marjorie Rhodes : Mme Mounder
- Richard Leech : Ridvers
- Ian Wilson : M. Droke
- Anthony Newley : Milbrau
- Richard Thorp : David

## Accueil
Hal Erickson pour The New York Times a qualifié le film de « plein d'entrain ».